# 中村公輔
中村 公輔（なかむら こうすけ、1974年7月30日 - ）、は日本のミュージシャン、アレンジャー、レコーディング・エンジニア、作曲家、ライター。早稲田大学第一文学部卒。

## 略歴
エレクトロニカ・ユニットneinaのメンバーとして1999年にドイツMille Plateauxよりアルバム「formed verse」をリリース。2000年に同メンバーによる別ユニット繭（maju）をオーストラリアExtreme Recordsより、ソロ・プロジェクトKangarooPawを自身のレーベル深海レコードよりリリース。作風はIDMから60～70年代のロックを基調としたフォークトロニカの様なサウンドまで多彩。
2003年、小谷元彦のヴェネツィア・ビエンナーレ出展作「Rompers」のミックスを担当。リミキサー、アレンジャー、レコーディングエンジニアとして数多くの作品を手がける他、2012年より大学、専門学校等で講師を務める。2013年にはthe HIATUSのツアーにManipulatorとして参加。
2012年4月-2017年3月、国際アート&デザイン大学校講師。
2014年4月-2017年3月、京都精華大学ポピュラーカルチャー学部音楽コース講師。
2013年-現在、美学校レコーディングコース講師。
2018年10月、東京都が主催した「東京150年祭」において、浜離宮恩賜庭園で行われた『初音ミクと振り返るプロジェクションマッピングショー』でサウンドエンジニア、サウンドプロデューサーを務めた。
近年はCM音楽の作曲や、ライターとして各誌へ寄稿するなど活動の幅を広げている。

## ディスコグラフィー
- neina/formed verse（Mille Plateaux、1999年）[1]
- maju/maju-2（extreme/P-vine、2000年）[2]
- KangarooPaw/KangarooPaw（Shinkhai Records、2000年）

## 手がけた主なアーティスト
- toe
- dill[10]
- Natural Punch Drunker[11]
- 相対性理論と大谷能生[12]
- 高畠俊太郎
- パク・クアンヒョン
- 服部祐民子
- 三上ちさこ
- フルカワミキ
- ビートキャラバン[13]
- 入江陽[14]
- 宇宙ネコ子[15]
- 折坂悠太[16]
- Taiko Super Kicks[17]
- ルルルルズ[18]
- ツチヤニボンド[19]
- 初音ミク with さとうもか[20]
- エンドウシンゴ[21]

## 連載
- 2010～2011年　ギター・マガジン「イチからわかる実践DAWテクニック」
- 2011年～連載中　サウンド&レコーディング・マガジン誌上で「カンガルー・ポーのマイク1年生」

## 著書
- カンガルー・ポーのマイク１年生 (2016年10月 リットーミュージック)[22]
- 名盤レコーディングから読み解くロックのウラ教科書 The Stories behind The Great Recordings (2018年5月 リットーミュージック)[23] ISBN 978-4845632305
- エンジニア直伝! クリエイターのためのミックス&マスタリング最新テクニック[共著:三好敏彦/林憲一/飛澤正人/中村公輔/伊藤圭一/早乙女正雄/SUI/山口雅彦] (2018年7月 リットーミュージック) ISBN 978-4845632688